# تورگای بایدور
تورگای بایدور (ترکی استانبولی: Turgay Baydur؛ زادهٔ) هنرپیشه اهل ترکیه است. 
از فیلم‌هایی که او در آن‌ها حضور داشته می‌توان به جزر و مد اشاره کرد.